# Jesse Ramsden
Jesse Ramsden, född 6 oktober 1735 i Salterhebble, Yorkshire, England, död 5 november 1800 i Brighton, Sussex, var en engelsk instrumentmakare. Han vann stor berömmelse genom sina astronomiska och matematiska instrument och särskilt för konstruktionen av det så kallade positiva mikrometerokularet, ett akromatiskt okular som efter honom vanligen benämns Ramsdens okular. Han tilldelades Copleymedaljen 1795.

## Biografi
Ramsden var son till Thomas Ramsden, en gästgivare och hans hustru Abigail f. Flather. Efter att ha gått på den fria skolan i Halifax från 1744 till 1747 skickades han vid tolv års ålder till sin morbror, Craven, i North Riding där han studerade matematik under pastor Hall. Efter att ha fullgjort sin lärlingsplats som tygarbetare i Halifax, åkte han till London där han 1755 blev kontorist i ett tyglager. År 1758 blev han lärling hos en tillverkare av matematiska instrument och visade sig vara så skicklig att han kunde starta en egen verksamhet bara fyra år senare. Kvaliteten och noggrannheten hos hans instrument gav honom rykte som den skickligaste instrumenttillverkaren i Europa de närmaste fyrtio åren fram till hans död 1800.

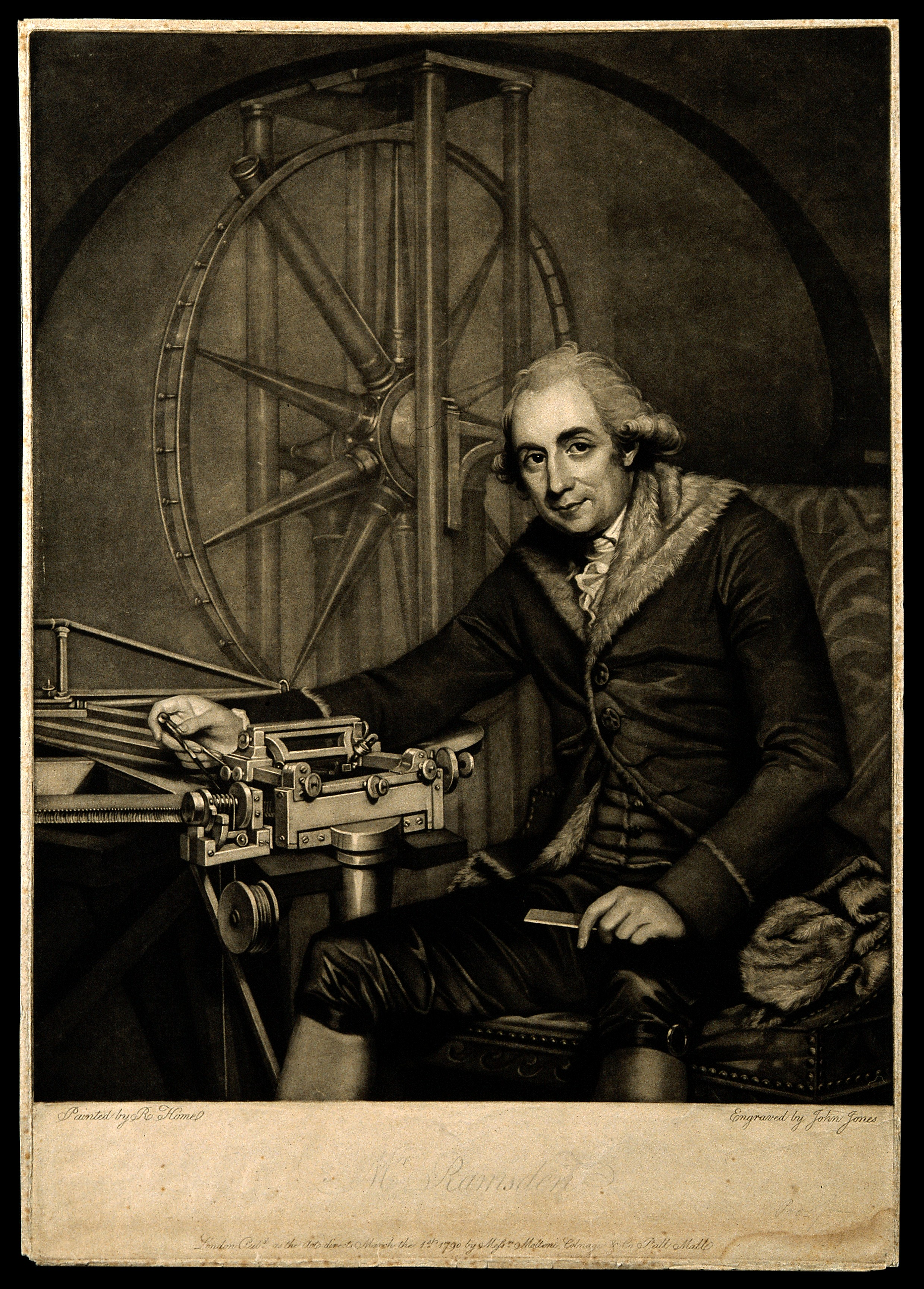
Mezzotint av J. Jones, 1790, efter Robert Home. Detta porträttet av Ramsden visar honom med delningsmaskinen framför sig och en stor cirkel gjord för Palermo Astronomical Observatory bakom sig. Ramsden bar aldrig skinnrock men konstnären lade till den eftersom målningen firade en order från tsaren i Ryssland som Ramsden hade arbetat med.

År 1765 gifte sig Ramsden med Sarah Dollond, dotter till John Dollond, den berömde tillverkaren av högkvalitativa linser och optiska instrument. Ramsden fick en andel i Dollonds patenterade akromatiska lins som hemgift. År 1773 flyttade Ramsden till 199 Piccadilly, men Sarah och hennes son bodde kvar på Haymarket i ett hus som tillhör hennes fars familj. Under sina senare år bodde han ovanför verkstaden med ett antal av sina lärlingar.
Ramsdens delningsmaskin gjorde att instrument kunde göras mindre utan att mätnoggrannheten förlorades. Rättigheterna till en bärbar sextant konstruerad av Ramsden och använd för sjöfart köptes av Board of Longitude 1777 för 300 GBP. Ytterligare 315 GBP betalades för att möjliggöra att dess konstruktionsdetaljer skulle användas av andra tillverkare. Han fick också avgifter för service av instrumenten.
Ramsden hade en stark position, men gjorde samtidigt sina kunder irriterade med fördröjning av leveranser, särskilt av större uppdrag. Hans treåriga försening med att förse William Roy med teodoliten för den engelska-franska undersökningen (1784–1790) ledde till ett offentligt bråk inom Royal Society och i dess filosofiska transaktioner. Många förseningar kan dock tillskrivas Ramsdens strävan efter perfektion, eftersom han ständigt förfinade sina konstruktioner när minsta brist uppdagades.
Ramsden invaldes i Royal Society 1786 och till Royal Society of Edinburgh (förmodligen) 1798. Ramsdens hälsa började försämras och han reste till Brighton på sydkusten för att försöka dra nytta av dess bättre klimat, men dog där den 5 november 1800. Hans instrumenttillverkning i London övertogs efter hans död av hans förman Matthew Berge, som drev den fram till sin död 1819 då företaget överfördes till hans son. Många av Ramsdens adepter som William Cary fortsatte med att etablera sina egna instrumentskapande satsningar. Andra, som Edward Troughton, införlivade idéer från Ramsden i sina egna konstruktioner.

## Utmärkelser
Asteroiden 8001 Ramsden är uppkallad efter honom.